# ジョン・リチャード・グリーン

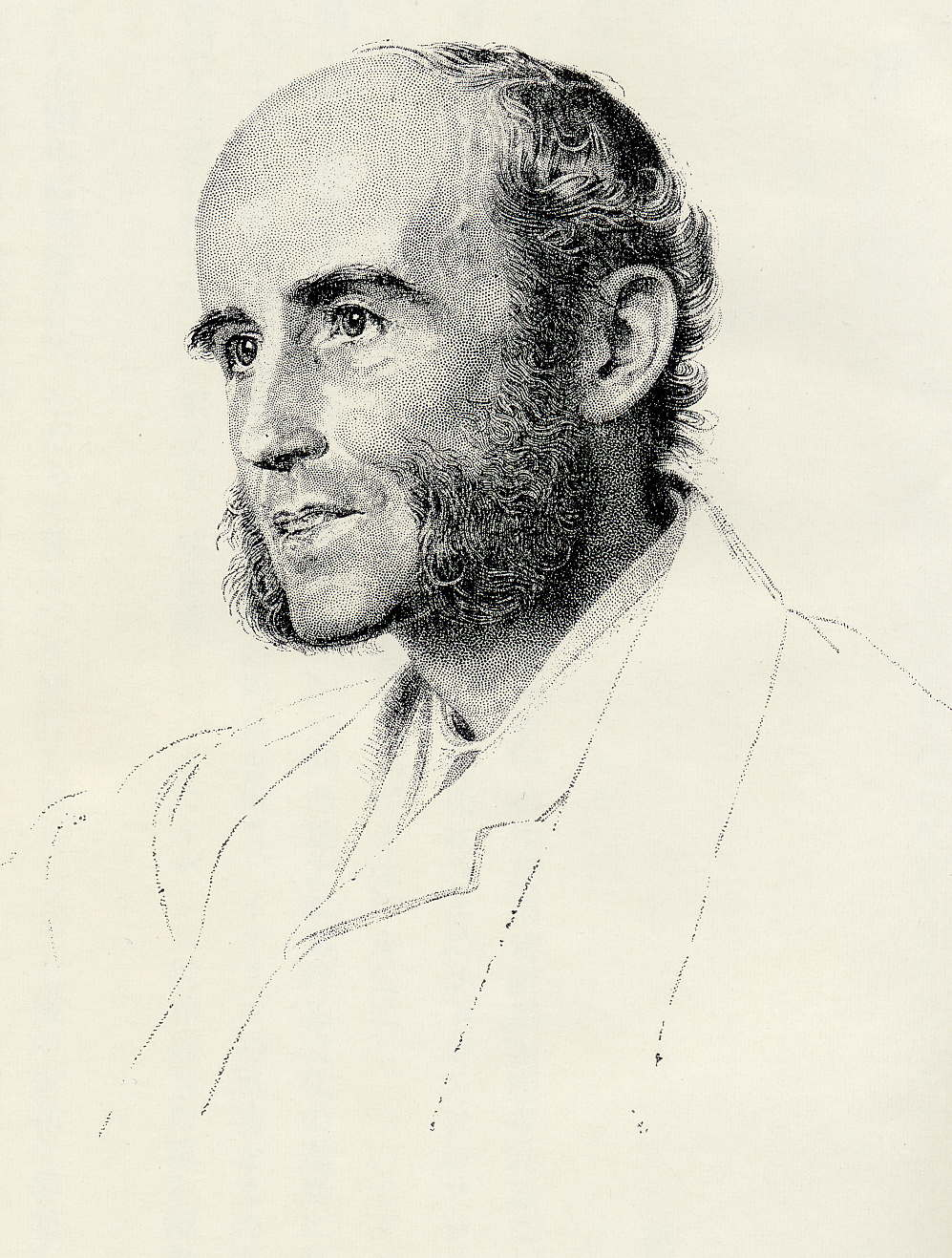
国民史家 J・R・グリーン

ジョン・リチャード・グリーン（John Richard Green、1837年12月12日 - 1883年3月7日）は19世紀イギリスの歴史家。

## 略伝
オックスフォード市に仕立屋の息子として生まれた。オックスフォード大学に学び、18世紀におけるオックスフォード市についての研究を発表し、1859年に大学を卒業する前に宗教思想家でありキリスト教社会主義者でもあるF・D・モーリスの影響を受けて社会事業のために奉仕する志を立て、1860年に国教会の聖職に就き、ロンドンの貧民街で活動を開始した。収入は乏しかったため、生活費を補うために週刊紙『土曜評論』に1867年から寄稿を始めた。過労のため発病し、また国教会の信仰に疑問を感じたこともあってその職を去り、ランベスの国教会主教邸図書館司書に転じ、研究調査の余暇ができたので、主著である『イギリス国民小史』（『A Short History of the English People』）の執筆に取りかかった。5年をかけて完成し、さらにそれを補うためにいくつかの史書を世に出した。46歳で世を去る。自分のために選んだ墓碑銘は「彼は学びつつ死んだ」であった。

## 業績と方法
グリーンの『イギリス国民史』は4年間に11回も増刷されたほど評判になり、トーマス・マコーリーの『イングランド史』以来の影響力を持った。マコーリーと違い、グリーンは戦争や外交政策、国王や貴族の事績は略述にとどめ、国民一般に関係の深い法律・思想・社会生活の進展について説明しようと試みた。地誌と都市史の方面に造詣が深く、巧みな時代区分・生き生きした文体、宗教・文学・美術への深い共感によって、ただ一冊で一国民の生活を再現することに成功した。同時代ではフリーマン、スタッブズ、ジェームズ・ブライスの賞賛を得、後に『国民史』を書いたジョージ・トレヴェリアンなどの模範となる。

## その他の著作
- History of the English People，5巻（1877年－1880年）
- The Making of England,　(1881年)
- The Conquest of England,　(1883年)